# Coprophanaeoides
Coprophanaeoides là một chi bọ cánh cứng thuộc họ Scarabaeidae.